# San Juan de la Encinilla
San Juan de la Encinilla község Spanyolországban, Ávila tartományban. San Juan de la Encinilla Monsalupe, Aveinte, San Pedro del Arroyo, Albornos, Papatrigo, Riocabado és Las Berlanas községekkel határos. Lakosainak száma 70 fő (2024).

## Népesség
A település népessége az utóbbi években az alábbiak szerint változott:
| Lakosok száma | 129  | 123  | 124  | 103  | 103  | 100  | 89   | 82   | 74   | 70   |
|               | 2001 | 2004 | 2006 | 2009 | 2011 | 2014 | 2016 | 2019 | 2021 | 2024 |